# Bier her!
Bier her! (Originaltitel: What! No Beer?) ist eine US-amerikanische Filmkomödie aus dem Jahr 1933 von Edward Sedgwick mit Buster Keaton und Jimmy Durante in den Hauptrollen. Der Pre-Code-Film wurde von Metro-Goldwyn-Mayer produziert.

## Handlung
Unmittelbar nach der Aufhebung der Prohibition vertraut der Friseur Jimmy Potts, ein begeisterter Biertrinker, seinem besten Freund, dem Tierpräparator Elmer Butts, seine Idee an, eine lokale Brauerei zu kaufen und Bier zu brauen. Als Reaktion darauf bietet der schüchterne Elmer, der Geld verdienen will, um Hortense, die auf großem Fuß lebende Braut des Schwarzhändlers Butch Lorado, zu beeindrucken, an, all seine Ersparnisse in die Brauerei zu investieren und Jimmys Partner zu werden. Ohne zu wissen, dass der Aufhebungsbeschluss von Staat zu Staat ratifiziert werden muss, schuften Jimmy und Elmer, um ihren ersten Vorrat an Bier herzustellen, und stellen die Landstreicher Tony, Schultz und Mulligan ein, die in der verlassenen Brauerei gelebt haben, um Jimmys Rezept zuzubereiten. Bevor sie jedoch ein einziges Glas verkaufen können, durchsucht die Polizei die Brauerei und verhaftet Jimmy und Elmer wegen lokaler Verstöße gegen die Prohibitionsvorschriften. Dem Duo drohen sechs Jahre Gefängnis, sie werden jedoch freigelassen, als der Gerichtschemiker feststellt, dass ihr Bier keinen Alkohol enthält.
Während Jimmy sich wegen des finanziellen Verlusts seines Freundes schuldig fühlt, erfährt er von Tony, dass Schultz, ein chronischer Stotterer, ein ehemaliger Braumeister aus St. Louis ist, der ihm am Abend zuvor zu erklären versucht hatte, dass man Hopfen braucht, um alkoholisches Bier zu brauen. Jimmy ist entschlossen, Elmers Geld wiederzubekommen und beschließt, Schultzes Rezept zu verwenden, um echtes Bier zu brauen, sagt seinem ahnungslosen Partner jedoch, dass ihr neuer Betrieb nur legales alkoholfreies Bier produzieren wird. Kurz darauf wird Elmer von dem Schwarzhändler Spike Moran aufgesucht, der sich wie Lorado Sorgen über Elmers Preisunterbietung macht. Elmer, der sich der wahren Natur des Gangsters nicht bewusst ist, schließt mit Spike einen Vertrag über die Lieferung von 1.000 Fässern Bier pro Tag ab und akzeptiert eine Anzahlung von 10.000 Dollar. Elmer eilt zum Arbeitsamt und stellt fünfzig Männer ein, die in der Brauerei arbeiten sollen. Als Jimmy von Elmers Aktion erfährt, enthüllt er nervös die Wahrheit über das Bier und steckt Spikes Bargeld in die Tasche seines Mantels. Elmer bekommt Besuch von der verführerischen Hortense, die von Lorado geschickt wurde, um Informationen über die Brauerei aus ihm herauszulocken. Nachdem der tollpatschige Elmer Wasser über ihr Kleid verschüttet hat, zieht Hortense Jimmys Mantel an und geht, sobald sie von Spikes Verbindung zur Brauerei erfährt. Lorado findet schnell heraus, dass sich Bargeld im Mantel befindet, und nimmt an, dass Hortense das Geld durch Sex mit Elmer verdient hat. Zornig beschuldigt er sie und arrangiert, dass der Lieferwagen der Brauerei von seinen Männern überfallen wird. Kurz vor dem Hinterhalt hat der Lastwagen jedoch einen Platten und Elmer entkommt nur knapp dem Tod durch ein Maschinengewehr. 
Am nächsten Tag, während Elmer im Park eine Verabredung mit Hortense hat, tötet Lorado Spike und übernimmt gewaltsam die Brauerei. Hortense hat sich nun wirklich in Elmer verliebt und macht ihn heimlich darauf aufmerksam, dass die Polizei am Nachmittag eine Razzia in der Brauerei plant. Elmer eilt durch die Stadt und wirbt mit kostenlosen Gläsern Bier. Er lockt so viele Leute in die Brauerei, dass der gesamte Vorrat ausgegeben wird, bevor die Polizei eintrifft. Ohne Beweise kann die Polizei Jimmy und Elmer nicht verhaften und wird tatsächlich von den beiden benutzt, um Lorado und seine Bande aus der Brauerei zu räumen. Nachdem der Staat den Aufhebungsbeschluss ratifiziert hat, eröffnen Elmer, Hortense und Jimmy schließlich einen eigenen Biergarten.

## Hintergrund
Aufgrund von Gewinneinbußen durch Verzögerungen, die Buster Keaton während der Produktion eines früheren MGM-Films, „Speak Easily“ (dt. „Der Theaterprofessor“), verursacht hatte, entschied sich Irving Thalberg, den Beginn der Produktion dieses Films zu verschieben, bis Keatons neuer Vertrag mit MGM unterzeichnet war. Gemäß den Bedingungen seines neuen Vertrags wurde Keatons Gehalt von 3.000 US-Dollar pro Woche (2024: 72.000 US-Dollar) um zwanzig Prozent gekürzt, bis die 33.000 US-Dollar (2024: fast 800.000 US-Dollar), die bei dem Film verloren gingen, vollständig an das Studio zurückgezahlt waren. Der Vertrag erlaubte MGM auch, Keaton zusammen mit Jimmy Durante in die Hauptrolle zu bringen, anstatt ihm den Status eines Solostars zu garantieren. 
Die Produktion von „Bier her!“ begann am 17. Dezember 1932 und wurde am 28. Januar 1933 abgeschlossen. Während der Dreharbeiten brach Keaton nach Mexiko auf und heiratete im betrunkenen Zustand Mae Scribbens. Obwohl Regisseur Edward Sedgwick während seiner Abwesenheit um Keaton herum drehte, entschied sich MGM-Chef Louis B. Mayer, den Vertrag des Schauspielers nach Abschluss von des Films zu kündigen. Der nächste geplante Keaton-Durante-Film wurde nie begonnen.
Cedric Gibbons oblag die künstlerische Leitung. Verantwortlicher Toningenieur war Douglas Shearer. Edward Brophy, der die Rolle des Spike Moran spielte, war gleichzeitig Produktionsmanager.

## Veröffentlichung
Die Premiere des Films fand am 10. Februar 1933 statt. Im Deutschen Reich kam er am 17. Oktober 1933 in die Kinos.

## Kritiken
Der Filmkritiken-Aggregator Rotten Tomatoes hat in einer Auswertung ein Publikumsergebnis von 17 Prozent positiver Bewertungen ermittelt.
Danny Reid schrieb im Portal Pre-Code.com, der Film sei eine freudlose Übung, eine Reihe komischer Situationen, die ein Orchester voller komödiantischer Talente erfordere, aber stattdessen mit verstimmten Dudelsäcken gespielt werde.